# Pardosa floridana
Pardosa floridana este o specie de păianjeni din genul Pardosa, familia Lycosidae. A fost descrisă pentru prima dată de Banks, 1896. Conform Catalogue of Life specia Pardosa floridana nu are subspecii cunoscute.